# Babula grotei
Babula grotei är en fjärilsart som beskrevs av Moore 1890. Babula grotei ingår i släktet Babula och familjen säckspinnare. Inga underarter finns listade i Catalogue of Life.